# Arnold Pick
Arnold Pick (Groß Meseritsch, 20 luglio 1851 – Praga, 4 aprile 1924) è stato un neurologo e psichiatra austro-ungarico.
A lui si deve l'identificazione della malattia di Pick e dei corpi di Pick, che sono caratteristici di questo disturbo. Fu il primo medico ad utilizzare i termini paramnesia reduplicativa (1903) e dementia praecox (1891).

## Biografia
Arnold Pick nacque in un villaggio del Velké Meziříčí in Moravia. Si trasferì a Vienna per studiare medicina. Come studente, fu assistente del neurologo tedesco Theodor Hermann Meynert (1833-1892). Ha conseguito il dottorato di ricerca nel 1875 e successivamente è stato assistente di Carl Friedrich Otto Westphal (1833-1930) a Berlino, nella stessa struttura in cui lavorava Karl Wernicke (1848-1905). Tali neurologi influenzarono notevolmente il lavoro di Pick sull'afasia. Nel 1875 Pick lasciò Berlino per un incarico come medico nel Grossherzogliche Oldenburgische Irrenheilanstalt di Bad Zwischenahn..
Nel 1877 è invitato come medico all'istituto Landesirrenanstalt di Praga (la "Katerinke") e nel 1878 divenne docente di psichiatria e neurologia presso l'Università di Praga. Nel 1880, divenne direttore della clinica psichiatrica di Dobran e nel 1886 professore e direttore della clinica psichiatrica dell'Università di Praga.
Morì a 73 anni di setticemia, dopo un intervento chirurgico alla cistifellea.

## Lavoro scientifico
Pick ha intrapreso importanti ricerche su pazienti con particolari malattie psichiatriche; soprattutto con disturbi della parola e del linguaggio e che gli hanno permesso di ottenere un notevole riconoscimento internazionale. Oltre alle sue 350 pubblicazioni, molte su aprassia e agrammatismo, ha scritto un manuale di patologia del sistema nervoso.